# Craspedisia
Craspedisia is een geslacht van spinnen uit de  familie van de Theridiidae (kogelspinnen).

## Soorten
- Craspedisia cornuta (Keyserling, 1891)
- Craspedisia longioembolia Yin et al., 2003
- Craspedisia spatulata Bryant, 1948